# Élise Fagnez
Élise Fagnez est une joueuse française de basket-ball, née le 4 mars 1995 à Lens (Pas-de-Calais).

## Biographie

### En club
Après avoir été formée en minimes à Arras puis à l'INSEP et disputé le championnat de Ligue 2 (1,3 point et 2,3 rebonds de moyenne en 16 matchs en 2013-2014), elle signe son premier contrat professionnel à l'été 2014 dans sa région natale pour Villeneuve-d'Ascq. Ne jouant pas de la saison LFB 2014-2015, elle signe en fin d'année son retour pour la Ligue 2 à Aulnoye-Aymeries

### Équipe nationale
Elle est intégrée aux équipes nationales de 3x3. En 2012, elle est membre de la sélection qui atteint les quarts de finale du Mondial U18 en Espagne. En 2013, elle n'est remplaçante au championnat du monde U18 tenu en Indonésie.
Dans le jeu classique à cinq, elle est membre de l'équipe nationale U18 qui remporte la médaille d'or au championnat d'Europe en 2012 (1,3 point et 0,3 rebond de moyenne), puis de l'équipe U19 qui remporte la médaille d'argent au championnat du monde en 2013 (1 point et 1 rebond de moyenne), bien qu'elle n'ait joué que deux rencontres avant de se blesser. 
En 2014, elle est pré-sélectionnée en Équipe de France U20 pour le championnat d'Europe 2014.
Avec Équipe de France U20, elle remporte l'or face à l'Espagne en juillet 2014.

## Clubs
- 2012-2014:  Centre fédéral
- 2014-2015 :  Entente Sportive Basket de Villeneuve-d'Ascq - Lille Métropole
- 2015- :  AS Aulnoye-Aymeries

## Palmarès
- Médaille d'or au Championnat d'Europe 2014 des 20 ans et moins[11]
- Médaillée d'argent au Championnat du monde de basket-ball féminin des 19 ans et moins 2013[3]
- Médaillée d'or au Championnat d'Europe de basket-ball féminin des 18 ans et moins 2012[7]
- Vainqueur de l'Eurocoupe 2015[12]